# Telmatactis australiensis
Telmatactis australiensis is een zeeanemonensoort uit de familie Isophelliidae.
Telmatactis australiensis is voor het eerst wetenschappelijk beschreven door Carlgren in 1950.